# Girolamo del Pacchia

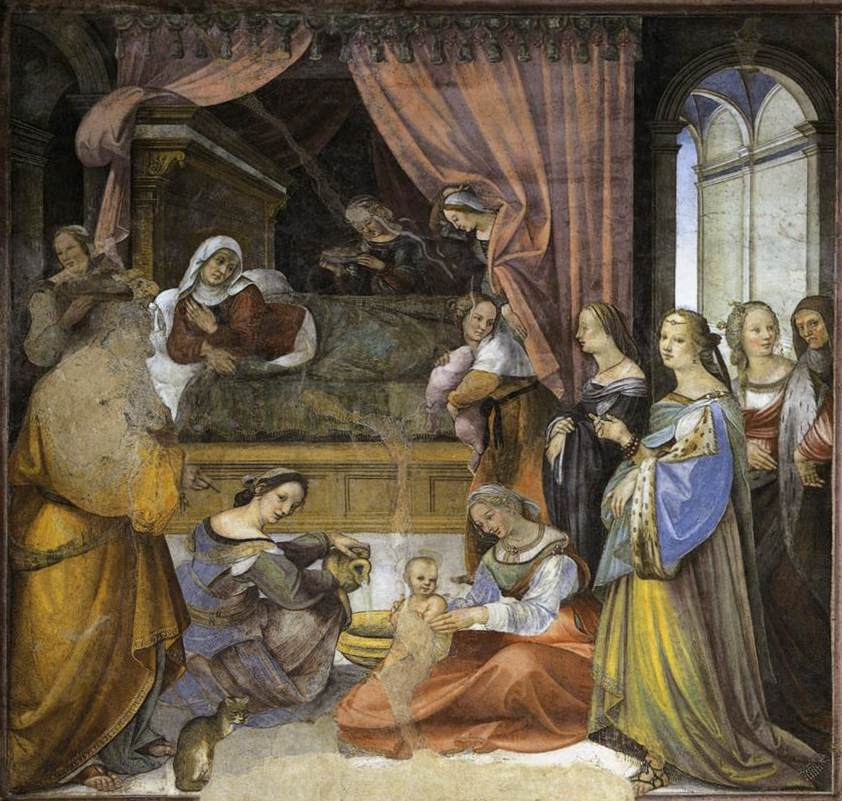
Naissance de la Vierge
Oratoire San Bernardino, Sienne.

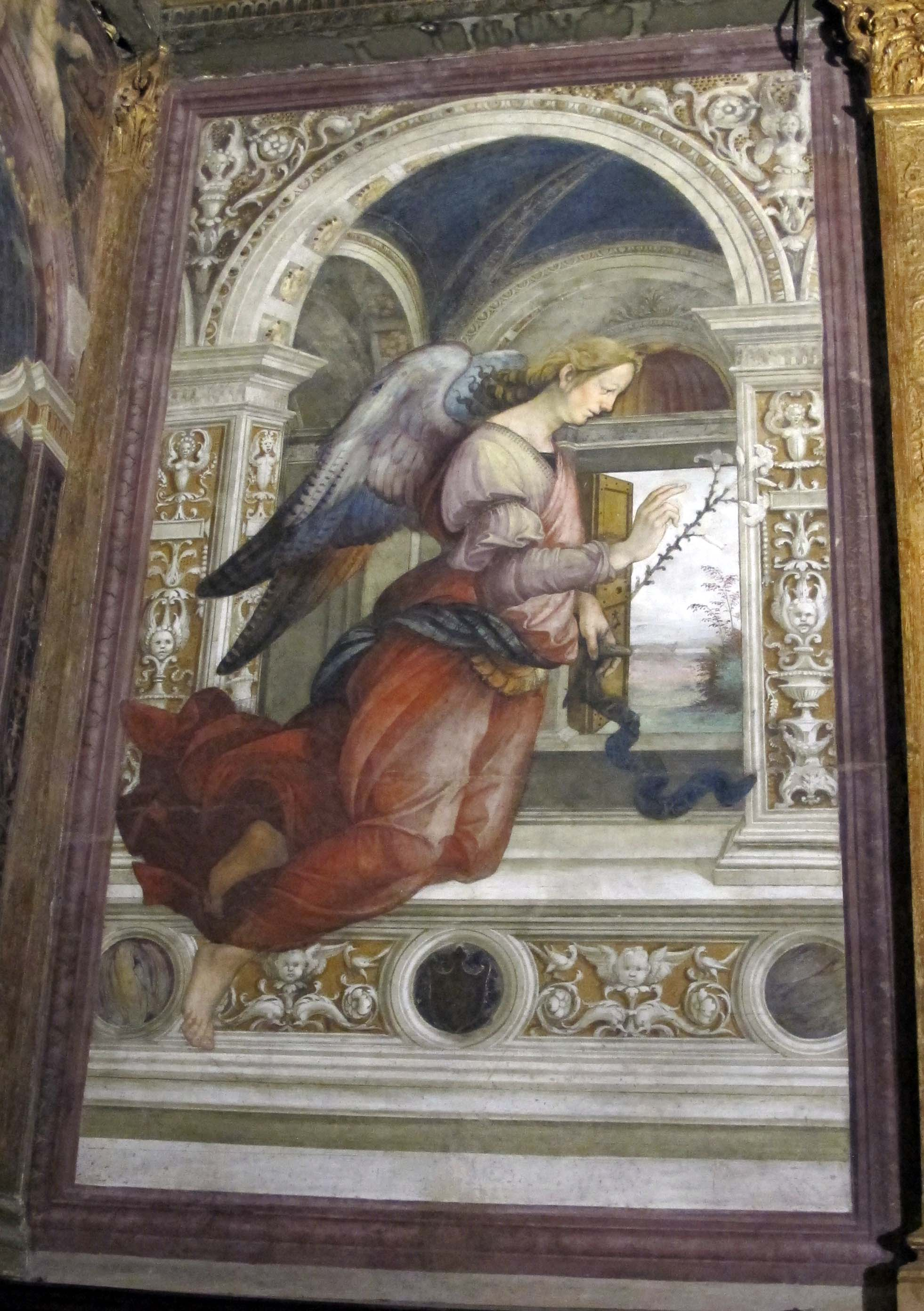
Partie de gauche Archange Gabriel, Annonciation d'encadrement, partie supérieure de l'oratoire de la confrérie Saint-Bernardin de Sienne.

Girolamo del Pacchia (Sienne, 4 janvier 1477 - ... , Sienne ap. 1533) est un  peintre italien  de la fin du  XVe  et du début du  XVIe siècle qui a été actif principalement dans sa ville natale.

## Biographie
Girolamo del Pacchia, fils d'un hongrois (fondeur de métal pour bombardes) et d'une femme siennoise, s'est formé à l'école de peinture de Sienne auprès de peintres comme Neroccio di Bartolomeo de' Landi, Bernardino Fungai, Le Sodoma et Giacomo Pacchiarotti.
Après un bref séjour à Florence, dans les années 1500 il partit parachever sa formation  à Rome avant de revenir finalement à Sienne.
En 1502, il a été l'assistant de Pacchiarotti et du Pinturicchio pour la décoration du plafond de la bibliothèque de la cathédrale de Sienne.
En 1518 Pacchia a réalisé les fresques d'une église, sous la supervision de Domenico Beccafumi.
À Sienne, Girolamo del Pacchia faisait partie de l'association révolutionnaire la compagnia de' Bardotti  qui voulait que le peuple fasse partie du gouvernement siennois alors aux mains des Noveschi (Conseil des Neuf) composé de marchands aisés et des familles féodales. Le groupe dispersé en 1535, entraîna l'exil de Girolamo, son rôle ayant été déterminant et violent dans l'insurrection et de fait il s'exila peut-être en France à la cour de François Ier à Fontainebleau où il termina probablement sa vie. Depuis cette date sa trace fut définitivement perdue.
Son plus célèbre ouvrage est une fresque de la Nativité de la Vierge, dans la chapelle de l'Oratoire de la Compagnie de Saint Bernardin à Sienne.
Une autre célèbre fresque se trouve en l'église Sainte-Catherine. Elle représente la sainte lors de sa visite à sainte Agnès de Montepulciano, qui, juste après avoir expiré, par miracle a soulevé son pied.
Tout au long de sa carrière, Pacchia a absorbé les influences de nombreux peintres ; ses formes sont plus amples que celles du Pérugin et de Luca Signorelli et son principal modèle de style semble avoir été Franciabigio. Son dessin n'est pas toujours irréprochable, les visages des femmes ont la douceur et la beauté de la fonctionnalité, et certains ont une coloration prononcée.
Son œuvre est principalement conservé à Sienne, dans les églises, à la Pinacothèque nationale de Sienne et dans la collection Chigi-Saracini.
Des Madone et des Sainte Famille sont visibles au Musée des Beaux-Arts de Budapest, au Courtauld Institute de Londres et au Musée Capodimonte de Naples.
Giorgio Vasari mentionne Girolamo del Pacchia dans son chapitre des Vite sur Le Sodoma.

## Œuvres
- La Vierge à l'Enfant et le petit saint Jean, (v. 1515), peinture sur bois, diam. 89 cm, Galleria dell'Accademia de Florence[5]
- Couronnement de la Vierge, Santo Spirito, Sienne
- Nativité de la Vierge (1518), fresque, 295 × 317 cm, Saint Bernardin de Sienne, Annonciation d'encadrement, Oratoire de la Compagnie de Saint Bernardin, Sienne
- Sainte Catherine visitant sainte Agnès de Montepulciano, Sanctuaire Sainte-Catherine-de-Sienne.
- Sainte Famille avec saint Jean-Baptiste enfant,
- Tirésias transformé en femme,
- Ascension, église du Carmel, Sienne.
- Déposition de la Croix, San Martino, Sinalunga.
- Annonciation et Visitation (1518), pinacothèque nationale de Sienne.
- Couronnement de la Vierge, église Santo Spirito.
- Vierge à l'Enfant, National Gallery, Londres.
- La Vierge et saint Bernard, Alte Pinacothèque, Munich.
- Le Lavement des pieds (1520), 89 × 65 cm, Musée des beaux-arts de Strasbourg, France.
- La Vierge à l'Enfant entre les saints Joseph et Catherine de Sienne (1520-1530), huile sur bois, 54 x 40 cm, musée des Beaux-Arts d'Orléans[6].

## Sources
- (en) Cet article est partiellement ou en totalité issu de l’article de Wikipédia en anglais intitulé « Girolamo del Pacchia » (voir la liste des auteurs).